# Tepecik
Tepecik est un site préhistorique situé en Cappadoce (Turquie). Ce village occupé durant le Néolithique apporte une documentation exceptionnelle permettant de connaitre le mode de vie et l'occupation de cette région durant le VIIe et le début du VIe millénaire av. J.-C. En outre, il se distingue par l'abondance de l'obsidienne utilisée dans l'outillage en roche taillée, cette roche provenant des gisements voisins du Göllü Dağ.

## Historique
En Anatolie centrale, avant la découverte du site dans les années 1960, la phase "Néolithique à poterie" (VIIe millénaire av. J.-C.) n'était connue que par quelques sites, notamment Çatal Höyük, Can Hasan III, Mersin-Yumuktepe et Tarsus-Gözlükule.
Les fouilles de Tepecik ont été entreprises en 2000 sous la direction d'Erhan Bıçakçı (université d'Istanbul) et se poursuivent de manière quasiment continue depuis.
La surface fouillée atteignait environ 1300 m² en 2012, sans compter les sondages.

## Chronologie
Le tout début de l'occupation est encore inconnu car les niveaux archéologiques les plus profonds n'ont pas encore été atteints. La fondation du site date d'au moins du début de la phase III de l'Early Central Anatolia, c'est-à-dire au moins dès 7000 av. J.-C.
- les niveaux 6 à 9, documentés grâce à un sondage, sont les plus profonds atteints ce jour. Ils correspondent à une occupation datée du début du Néolithique à céramique,
- les niveaux 4 et 5 correspondent à la période plus récente de cette même phase,
- le niveau 3 correspond au Chalcolithique ancien,
- le niveau 2 est attribué au Chalcolithique moyen,
- le niveau 1, presque totalement érodé, se caractérise par la présence de matériel de l'Antiquité tardive et de la période Byzantine.

Les datations radiocarbones ne sont pas encore publiées de manière exhaustive. Le niveau 4 est daté autour de 6330 et 6300 av. J.-C., la transition entre les niveaux 4 et 3 autour de 6040 av. J.-C.

## Environnement
Le village est situé au centre d'un plateau à 1500 m d'altitude environ, au sud de la Cappadoce qui est une région volcanique. Plusieurs hautes montagnes ceinturent la région, dont la plus haute atteint 2935 m d'altitude. Malgré l'aridité du climat et le froid hivernal, la région est favorable à l'agriculture. Les sols sont riches et durant le Néolithique il y avait peut-être encore un lac à quelques kilomètres de distance du site. L'obsidienne des gisements voisins du Göllü Dağ, et un peu plus éloignés du Nenezi Dağ et d'Acıgöl constituaient des ressources très importantes pour les communautés préhistoriques. Enfin, le site n'est pas isolé : de la région de Tepecik, le bassin du Tüz Gölü, les plaines de Bor et de l'Anti-Taurus sont aisément accessibles.

## Architecture et organisation du site
Le site est un tell de 300 m sur 170 m et de 9,5 m de haut. Il s'étend sur 6 ha, ses marges étant érodées par l'activité agricole.
Un sondage atteignant 6 m de profondeur par rapport au sommet du tell a permis d'identifier au moins 3 phases de fréquentation sous le niveau 6 qui est le plus ancien clairement caractérisé. Il y a donc encore 3,5 m de niveaux archéologiques encore totalement inconnus sous les niveaux les plus profonds atteints par ce sondage.
Les niveaux 5 et 6 attribués au Néolithique se caractérisent pour l'instant essentiellement par un vaste espace dépourvu de structures. Cependant, certains bâtiments du niveau 4 existaient peut-être dès cette période. En outre, un bâtiment probablement construit au niveau 6 et utilisé dans un second temps au moins à des fins funéraires au niveau 5 a été exhumé.
Le niveau 4 a été fouillé sur plus de 700 m². De nombreuses structures sont attribuables à cette phase, notamment deux fours voûtés en argile. Des morceaux de plâtre portant des traces de peinture bleue et rouge indiquent la présence de décors peints dans au moins une partie des maisons.
Le niveau 3, attribué au Chalcolithique ancien, se caractérise par 6 phases de construction peut-être réparties sur 4 siècles. Il n'y a pas de continuité avec le niveau précédent. Ainsi, des bâtiments ont été construits sur des espaces qui étaient libres de toute construction lors des phases précédente. L'habitat de cette période est dispersé et les techniques architecturales sont variées, contrairement à ce qui est observé dans le site voisin mais plus ancien d'Aşıklı Höyük et contrairement au site contemporain mais plus éloigné de Çatal Höyük. 
Deux grandes phases architecturales sont perceptibles. La phase la plus ancienne est caractérisée par une occupation extensive. La phase supérieure correspond à une réorganisation du site : des structures sont abandonnées, de nouvelles structures apparaissent, la répartition des espaces de circulation, des espaces libres et des bâtiments est totalement remaniée.
Trois grands types de bâtiments ont été identifiés : 
- des maisons constituées d'une grande pièce structurée en différents espaces grâce à des cloisons. Certaines sont agrandies progressivement.
- Des bâtiments à pièces multiples avec des partitions constituées par des petits murs.
- Des bâtiments avec des absides.

L'architecture du niveau 2 daté du Chalcolithique moyen est très mal connue. Plusieurs structures auraient été détruites par des incendies.

## Les objets découverts sur le site

### L'outillage en pierre taillée
L'extrême abondance du matériel en roche taillée est liée à la proximité des gisements d'obsidienne du Göllüdağ, situés à seulement une heure trente de marche du site. Ceux du Nenezi Dağ et d'Acıgöl sont un peu plus éloignés mais étaient malgré tout facilement accessibles à la population du village.
Tout au long de l'occupation, cette matière première a été débitée sous deux grandes formes :
- des lames très régulières réalisées à partir de nucléus bipolaires. Ces dernières ont ensuite été retouchées par pression sous la forme de pointes. Ces pointes sont caractéristiques des sites de la Cappadoce et de l'Amuq, car en dehors de ces régions, ce type d'objet disparaît à partir de la fin du PPNB, c'est-à-dire la fin du VIIIe millénaire av. J.-C.
- des lames plus grossières mais toujours issues de débitage bipolaires toujours retouchées sous la forme de pointes.

Malgré l'abondance de l'obsidienne dans le site, on ne trouve aucun nucléus lié à la réalisation de ces lames. Outre ces lames retouchées, on trouve également des pointes réalisées sur de gros éclats. Ce type de pointe apparaît à Çatal Höyük Est entre 7000 et 6400 av. J.-C. et est encore présent en Cappadoce jusque vers 5500 av. J.-C., par exemple à Kösk Höyük et Pınarbaşı-Bor.
Certains objets sont exceptionnels. Ainsi, une cache contenant 21 pointes bifaciales accompagnées d'un sceau en pierre a été découverte. La moitié des pointes mesure une douzaine de centimètres de long, les autres atteignent plus de 18 centimètres, une mesure près de 25 cm. Toutes sont d'un niveau technique remarquable.
Outre l'obsidienne, quelques éléments en silex sont présents. Cette matière première n'est pas locale et son origine est encore inconnue.

### La poterie
La région de Tepecik est riche en argile. Durant toute l'occupation du site, la poterie est réalisée localement, les vases importés sont très rares.
Les récipients en terre cuite sont présents dans tous les niveaux fouillés à ce jour. 
Tout au long de l'occupation, l'argile a été enrichie d'un dégraissant organique constitué essentiellement de paille et d'herbe. On observe cependant certaines variations dans sa composition selon les niveaux. En outre, l'ajout d'un dégraissant à l'argile n'était pas indispensable à la réalisation des vases, il s'agit donc d'un choix culturel.
La forme et les décors des poteries varient au cours tu temps. 
Dès les phases les plus anciennes, on trouve des vases à la surface noire brûlée qui n'ont pas été produits localement. La plupart des vases se distinguent de ceux des sites contemporains situés dans la même région, à la fois par leur forme (présence de larges plats) et leurs décors (motifs en relief figurant des serpents). Certains éléments rapprochent très fortement cette céramique de celle des sites de Mésopotamie.
Dans le niveau 4, vers 6300 av. J.-C., apparaissent quelques vases engobés de rouge. Ces derniers sont caractéristiques des sites néolithiques contemporains de l'ouest de l'Anatolie. 
Le niveau 3 (Chalcolithique ancien) correspond à une rupture forte dans la poterie. De grandes jarres à col caréné et des bols à base carénée apparaissent, les vases engobés de rouge sont plus nombreux, de nouveaux types de décors réalisés par incision se développent. Cette évolution est également visible dans d'autres sites de la région, notamment Köşk Höyük et Pınarbaşı-Bor.
La céramique du niveau 2 (Chalcolithique moyen) est dans la continuité de celle du niveau 3 à quelques nuances près, notamment le développement de grandes jarres de stockage. On note également le développement des décors incisés dits "de type Gelveri".

### Autres productions techniques
Le matériel de mouture, lié aux pratiques agricoles, est constitué, entre autres, de galets utilisés bruts.
Les haches polies sont nombreuses et sont réalisées dans différentes roches.
L'outillage en os est abondant et varié (aiguilles, poinçons, punchs, cuillères, grattoirs, etc.).

### Parures, figurines
Près d'une centaine de figurines en os ont été découvertes. Elles apparaissent au moins dès le niveau 5. Réalisées le plus souvent sur des phalanges d'animaux, elles représentent des animaux, notamment des bovidés, d'autres sont plus stylisées.
La parure est constituée de différents types d'éléments réalisés dans différents matériaux dont certains d'origine lointaine. On trouve par exemple des coquillages marins alors que le site est éloigné de plus de 150 km de la mer.
Les sceaux/tampons ne sont pas rares et proviennent de tous les contextes, sauf les sépultures. Ils disparaissent au niveau 2 (Chalcolithique moyen). Ils témoignent d'un niveau technique élevé et présentent des décors le plus souvent constitués de lignes, de points et d'autres motifs géométriques.

## Économie et mode de vie
Dès les phases les plus anciennes fouillées à ce jour, les habitants de Tepecik vivaient d'agriculture et de l'élevage de différentes espèces (moutons, chèvres, bovins, porcs). Cependant, la chasse reste pratiquée tout au long de l'occupation et prend même une importance accrue dans le niveau 3 (Chalcolithique ancien). Durant cette phase, des cerfs, des loups, des renards, des ours, des lièvres, des rongeurs et des oiseaux étaient très régulièrement chassés.

## Les pratiques funéraires
Les témoignages des pratiques funéraires sont nombreux et variés.
Un bâtiment attribué aux phases anciennes (niveaux 5 et 6) a livré les ossements d'au moins 60 individus. Il s'agit peut-être de sépultures secondaires, c'est-à-dire d'ossements retirés de sépultures plus anciennes.
Dans le niveau 4, on observe un lien étroit entre les sépultures et les bâtiments sous lesquels les inhumés sont enterrés.
Dans le niveau 3 (Chalcolithique ancien), plusieurs pratiques sont documentées. Les inhumations sous les maisons sont rares et sont réservées le plus souvent à des bébés. Les sépultures primaires sont nombreuses au moins au début de cette phase. Elles sont creusées à l'extérieur des maisons, les défunts sont accompagnés de quelques objets. Durant la seconde partie de cette phase, les sépultures secondaires sont de plus en plus nombreuses : on ne retrouve qu'une partie des ossements humains (parfois seulement le crâne), ce qui signifie que les inhumés ont été déposés ailleurs dans un premier temps et que certains ossements ont été récupérés après la décomposition ou le décharnement du corps.